# Oldřich Menhart

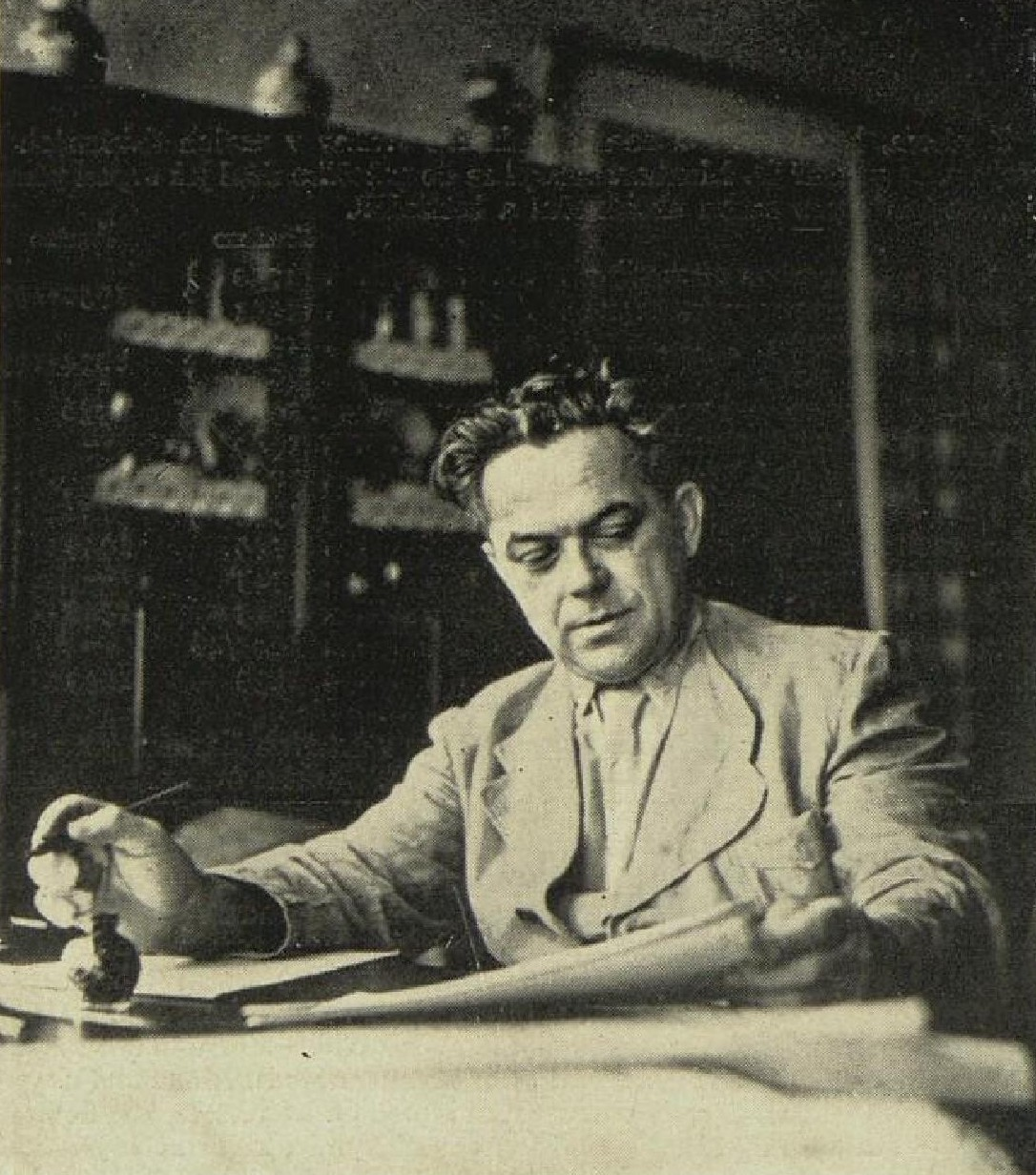
Oldřich Menhart (1948)

Oldřich Menhart (* 25. Juni 1897 in Prag; † 11. Februar 1962 ebenda) war ein tschechischer Buch- und Schriftgestalter.

## Leben und Werk
Von 1911 bis 1914 absolvierte er in Prag eine Ausbildung als Schriftsetzer und Typograph. Er arbeitete von 1922 bis 1929 als Faktor in der Staatsdruckerei Prag und war darüber hinaus von 1923 bis 1925 als Lehrer an der typographischen Fachschule in Prag tätig. Nach 1929 betätigte er sich freiberuflich. Neben der Gestaltung von Büchern, Bucheinbänden und kalligrafischen Arbeiten entwarf Menhart auch Druckschriften für Schriftgießereien, darunter auch für die Bauersche Gießerei in Frankfurt am Main und für die Monotype Corporation in London.